# Quoziente respiratorio
Il quoziente respiratorio (QR) o rapporto di scambio respiratorio, dall'inglese respiratory quotient (RQ), o Respiratory Exchange Ratio (RER), è un parametro che misura il rapporto tra anidride carbonica (CO2) espirata e ossigeno (O2) inspirato (CO2/O2), consentendo di determinare la proporzione di grassi e carboidrati che vengono impiegati ai fini energetici. Talvolta questa misura può essere denominata anche come non-protein respiratory quotient (npRQ), ovvero quoziente respiratorio non-proteico, poiché le proteine non contribuiscono ad apportare substrati energetici per il corpo in maniera significativa, pertanto il loro impatto sul QR viene generalmente ignorato.

## Definizione
Il quoziente respiratorio (QR) è calcolato secondo il rapporto CO2 eliminato / O2 consumato. Esso misura la proporzione di grassi e carboidrati che vengono impiegati ai fini energetici. Poiché i grassi e i carboidrati hanno QR diversi, bassi valori indicano un maggiore impiego di grassi, mentre alti valori indicano un maggiore impiego di carboidrati (glucosio). Quando i carboidrati vengono ossidati, è necessaria solo un'altra molecola di ossigeno per l'ossidazione di carbonio. Per tanto, per ogni molecola di ossigeno consumata se ne forma una di anidride carbonica. L'ossidazione dei lipidi determina invece un maggiore consumo di ossigeno rispetto all'anidride carbonica prodotta, perché la quantità di ossigeno presente nei lipidi non è sufficiente a permettere l'ossidazione degli atomi di idrogeno contenuti, e quindi l'ossigeno inspirato, oltre che all'ossidazione del carbonio, deve provvedere all'ossidazione degli idrogeni del grasso. Il contributo al QR dell'anidride carbonica (CO2) prodotta e dell'ossigeno (O2) consumato dall'ossidazione proteica è minimo se comparato all'azione di grassi e carboidrati. Per questo motivo il QR è a volte denominato come "quoziente respiratorio non-proteico" (npRQ, non-protein respiratory quotient).
Il QR permette quindi di capire se il metabolismo è orientato prevalentemente sull'impiego energetico dei carboidrati o dei grassi. I carboidrati hanno un QR di 1.0, mentre i grassi hanno un valore di 0.7. Di conseguenza, un QR di 1.0 indica che il metabolismo energetico è orientato puramente sull'impiego dei carboidrati, mentre un QR di 0.7 denota un metabolismo basato puramente sull'impiego di lipidi. Un valore intermedio, ad esempio 0.8, indica un metabolismo misto, come può essere dopo il digiuno notturno, dopo l'ingestione di proteine, di lipidi, o seguendo una dieta ad alto apporto di lipidi e a basso apporto di carboidrati. Dopo circa 16 ore di digiuno il QR ammonta a 0.75, indicando che i grassi non risultano ancora l'unica fonte energetica. Il QR può scendere a valori inferiori a 0.7 durante il digiuno prolungato e nelle diete chetogeniche (dieta con apporto di carboidrati molto ristretto, in cui il digiuno viene simulato in termini metabolici). L'esercizio aerobico a bassa intensità (50% VO2max), se affrontato in condizioni di digiuno, porta ad aumentare il QR da meno di 0.8 a circa 0.9 nei primi 15-20 minuti di esercizio (indicando un importante aumento dell'ossidazione di carboidrati), per poi calare gradualmente fino a tornare ai livelli di digiuno nel post-allenamento. Questo lascia intendere che anche l'aerobica a bassa intensità, la quale si ritiene impieghi quasi esclusivamente lipidi, in realtà in un primo periodo richiede un aumento dell'ossidazione di glucosio rispetto alle condizioni di riposo. Il QR può invece superare eccezionalmente i valori di 1.0 durante la sovralimentazione di carboidrati, ovvero nei casi in cui vengano assunte quantità di carboidrati eccessive, rendendo il bilancio energetico positivo (surplus calorico)
Il fatto che il QR venga aumentato con l'introito di carboidrati, e diminuito con un minore introito di carboidrati e una maggiore assunzione di lipidi, non significa necessariamente che le diete ad alto apporto di carboidrati ostacolino la perdita di grasso. Anche se idealmente un alto QR indica che i lipidi vengono accumulati piuttosto che metabolizzati, in realtà, all'interno del bilancio energetico, il QR nelle 24 ore riflette semplicemente la composizione dei macronutrienti piuttosto che l'accumulo o la perdita di grasso. Infatti, anche se il QR può variare significativamente in base al tipo di dieta, a parità di apporto calorico non viene registrata una differenza nelle variazioni di peso. Di conseguenza, a parità di apporto calorico, l'influenza di diete dalla diversa composizione sul QR non riesce a predire le variazioni di peso. Detto diversamente, l'apporto calorico è più importante del QR per predire le variazioni di peso. Il QR comunque è influenzato anche dal bilancio energetico indipendentemente dalla composizione della dieta, e quindi dall'apporto calorico in rapporto ai valori di mantenimento. Un bilancio energetico negativo (dieta ipocalorica) denota un abbassamento del QR, e quindi un aumento dell'ossidazione di grassi, mentre un bilancio energetico positivo (dieta ipercalorica) porta il QR ad alti valori. Il QR è influenzato anche dal sesso, dall'adiposità (una maggiore massa grassa porta ad una maggiore ossidazione lipidica), e da fattori ereditari e genetici. Ad esempio, durante l'esercizio fisico aerobico, le donne  hanno dimostrato un QR inferiore agli uomini, riflettendo un relativo maggiore impiego lipidico.
La misurazione del QR nelle 24 può predire l'accumulo di peso. A parità di condizioni, i soggetti normopeso con un QR elevato (connessi con una bassa ossidazione lipidica), possono presentare un rischio maggiore di 2.5 volte di guadagnare 5 o più kg di peso rispetto ai soggetti con valori bassi (che ossidano più grassi). Questi effetti, indipendenti dal metabolismo basale, non sono però confermati da tutti. Nei soggetti magri, durante il digiuno post-prandiale il QR tende ad abbassarsi più che nei soggetti obesi, riflettendo da parte di questi ultimi una scarsa efficienza metabolica e una scarsa capacità di utilizzo dei grassi. Comunque, ad ulteriore conferma di una funzione predittrice del QR sul sovrappeso, è stato mostrato anche che gli ex-obesi presentano un maggiore QR, mentre coloro che riescono a mantenere il peso hanno un QR più basso rispetto a quelli che lo recuperano. Un maggiore QR nel periodo post-prandiale non indica solo una scarsa capacità di ossidazione lipidica, ma anche una maggiore rischio di insorgenza del diabete di tipo 2.